# 土门墩街道
土门墩街道，是中华人民共和国甘肃省兰州市七里河区下辖的一个街道办事处。

## 行政区划
土门墩街道下辖以下地区：
河湾堡社区、土门墩社区、兰通厂社区、建西西路社区和西津西路社区。